# Як одружитись і залишитись неодруженим (фільм, 2006)
Як одружитися і залишитися холостяком або Жінка напрокат(фр. Prete-Moi ta Main)  — французька романтична комедія.

## Про фільм
Фільм знятий Еріком Лартігом (Eric Lartigau) за оригінальною ідеєю Алена Шаба.
До зйомок фільму Шаба намагався «пробити» проект майбутньої стрічки, але тоді не знайшлося компанії, яка б погодилася фінансувати подібне кіно. Ален розраховував бути режисером, але продюсери вирішили по іншому, після того як з Шаба був підписаний контракт на написання сценарію, йому доручили ще й функцію продюсера, а пізніше умовили ще й виконати головну роль.
На головну роль покликали Шарлоту Гінзбур з якою Шаба вже співпрацював у двох фільмах.

### Сюжет
Традиційна французька комедія, що поєднує цинізм і гумор.
Життя 43-річного холостяка Луї Коста врівноважене і, як йому думається, повноцінне. Він має престижну роботу, квартиру. Не обмежений побутовими проблемами, якими зазвичай страждають холостяки: прання, готування. Він під опікою матері і п'ятьох сестер. Так би тривало невідомо скільки, якби його опікунам нарешті не набридло і вони вирішують будь-що одружити брата. До такого оберту Луї Коста не готовий. Тому розробляє одну аферу, комбінацію, яка б мала забезпечити йому і подальше спокійне життя. Однак, у долі на нього свої плани.

### У ролях
| актор                                   | роль                       |
| --------------------------------------- | -------------------------- |
| Ален Шаба (Alain Chabat)                | Луїс Коста                 |
| Шарлотта Генсбур (Charlotte Gainsbourg) | Емануель                   |
| Бернадетт Лафон (Bernadette Lafont)     | мати Луїса                 |
| Володимир Йорданоф (Wladimir Yordanoff) | директор парфумерної фірми |
| Грегуар Остерман (Grégoire Oestermann)  | П'єр Ив                    |
| Аісса Майга (Aissa Maiga)               | Кірстон                    |

## Касові збори
Під час показу в Україні, що розпочався 15 лютого 2007 року, протягом перших вихідних фільм зібрав $58,849 і посів 4 місце в кінопрокаті того тижня. Фільм опустився на шосту сходинку українського кінопрокату наступного тижня і зібрав за ті вихідні ще $28,992. Загалом фільм в кінопрокаті України пробув 2 тижні і зібрав $140,998, посівши 86 місце серед найкасовіших фільмів 2007 року.